# Hamchétou Maïga
Hamchétou Maïga-Ba (geb. 25. April 1978 in Bamako) ist eine malische Basketballspielerin. Sie spielte bei den Minnesota Lynx in der Women’s National Basketball Association (WNBA). Sie war auch Mitglied der Malischen Basketballnationalmannschaft der Damen bei den Olympischen Sommerspielen 2008 in Peking.

## Old Dominion University
Maïga spielte von 1998 bis 2002 für die Basketballmannschaft der Old Dominion University und wurde dreimal in die Auswahlmannschaft der Colonial Athletic Association (All-CAA First Team) gewählt. In ihrem zweiten und dritten Jahr war sie jeweils die zweitbeste Punktemacherin ihres Teams (14,0 bzw. 13,7 Punkte pro Spiel). Sie wurde 2001 als CAA Player of the Year ausgezeichnet und erhielt 2002 bei der Zusammenstellung der All-American Teams eine honorable mention.

## WNBA und Vereinskarriere in Europa
Maïga wurde im WNBA Draft 2002 von den Sacramento Monarchs als Zwölfte ausgewählt und gewann 2005 mit dem Team die Meisterschaft. In der Saison 2007 stand sie das einzige Mal eine volle Saison in der Startformation ihres WNBA-Teams. Sie startete in allen 34 Spielen für die Houston Comets und erzielte durchschnittlich 9,1 Punkte pro Spiel sowie 4 Rebounds, 2,3 Assists und 1,7 Steals pro Spiel. Sie trug die Nummer 25.
2007 wurde Maïga, für USO Mondeville spielend, als wertvollste ausländische Spielerin der Ligue Féminine de Basketball ausgezeichnet. In der WNBA-Nebensaison 2008–2009 spielte sie in Brünn in Tschechien. In der Nebensaison 2009–2010 spielte sie in Frankreich für Tarbes Gespe Bigorre. Sie gewann ihren ersten französischen Meistertitel, gleichzeitig den ersten für ihren Verein. Sie nahm jedoch nicht am französischen Pokalfinale teil, da ihr Vertrag auslief und sie zu ihrem neuen WNBA-Team, den Minnesota Lynx, wechseln musste. Als Free Agent hatte sie bei diesem Team im Februar 2010 unterschrieben, nachdem ihr ehemaliges Team, die Sacramento Monarchs, im November 2009 seine Auflösung bekannt gegeben hatte.

## Malische Nationalmannschaft
Maïga war Kapitänin der malischen Mannschaft, die die FIBA Frauen-Afrikameisterschaft 2007 gewann, und wurde als die wertvollste Spielerin des Turniers ausgezeichnet. Mit dem Turniersieg qualifizierte sich Mali für die Olympischen Sommerspiele 2008, das Team kam dort auf Rang zwölf.